# 1,1'-Dilithioferrocène
L’1,1’-dilithioferrocène est un composé organofer organolithien de formule chimique Fe(η5-C5H4Li)2. On le produit et l'isole exclusivement sous forme solvatée à l'aide de ligands éther ou amine tertiaire liés aux cations de lithium. Quel que soit le solvant, on utilise le dilithioferrocène comme précurseur de dérivés du ferrocène.

## Synthèse et réactions
Le traitement du ferrocène Fe(η5-C5H5)2 par le n-butyllithium LiCH2–CH2–CH2–CH3 donne de l'1,1’-dilithioferrocène quelle que soit la stœchiométrie ; l'obtention de monolithioferrocène (η5-C5H5)Fe(η5-C5H4Li) requiert des conditions particulières. La lithiation du ferrocène est généralement réalisée en présence de tétraméthyléthylènediamine (CH3)2N–CH2–CH2–N(CH3)2 (tmeda). L'adduit [Fe(C5H4Li)2]3(tmeda)2 a été cristallisé à partir de telles solutions ; sa recristallisation à partir de tétrahydrofurane (thf) donne de même [Fe(C5H4Li)2]3(thf)6.
L'1,1’-dilithioferrocène donne des dérivés disubstitués du ferrocène avec un large éventail d'électrophiles tels que le cyclooctasoufre S8 — pour donner l'1,1’-trisulfure de ferrocène Fe(η5-C5H4S)2S — les chlorophosphines et les chlorosilanes.

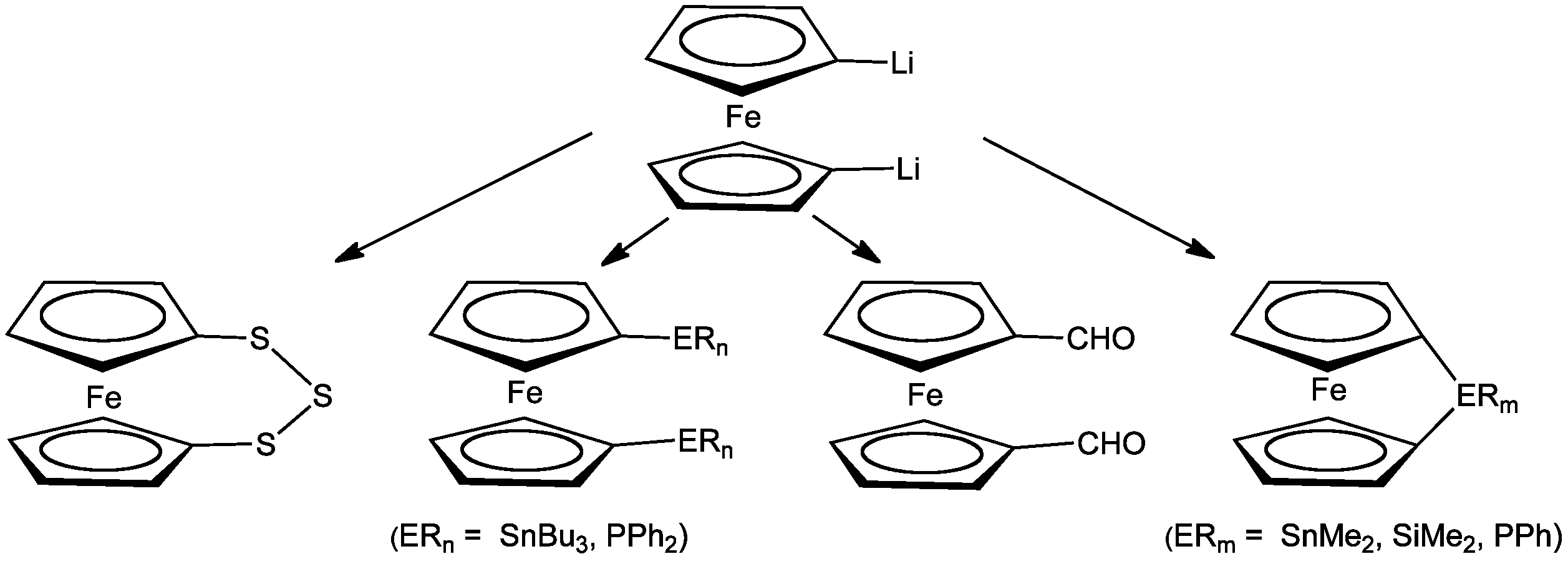
Quelques dérivés disubstitués du ferrocène obtenus à partir d'1,1’-dilithioferrocène.

Le ligand 1,1’-bis(diphénylphosphino)ferrocène Fe[η5-C5H4P(C6H5)2]2 (dppf) est obtenu en traitant l'1,1’-dilithioferrocène avec la chlorodiphénylphosphine (C6H5)2PCl :
Fe(C5H4Li)2 + 2 Ph2PCl ⟶ Fe(C5H4PPh2)2 + 2 LiCl.

## Monolithioferrocène
La réaction du ferrocène avec un équivalent de n-butyllithium LiCH2–CH2–CH2–CH3 donne principalement de l'1,1’-dilithioferrocène Fe(η5-C5H4Li)2 ; le monolithioferrocène (η5-C5H5)Fe(η5-C5H4Li) peut être obtenu en utilisant du tert-butyllithium LiC(CH3)3.